# 拟缝叶莺属
拟缝叶莺属（学名：Phyllergates）为树莺科的一个属。

## 下属物种
本属包括以下物种：
- 金头缝叶莺 Phyllergates cuculatus (Temminck, 1836)
- 褐头缝叶莺 Phyllergates heterolaemus Mearns, 1905